# Снукерный сезон 2017/2018
Снукерный сезон 2017/2018 — элитный мировой тур турниров по снукеру, проводимый Всемирной ассоциацией профессионального бильярда и снукера (WPBSA) с 4 мая 2017 года по 7 мая 2018 года.

## Участники
В этом сезоне в мэйн-туре будут участвовать 131 игрок. 64 перешли по результатам сезона 2016/2017. Также к ним добавились 30 новичков сезона 2016/2017, имеющие 2-х годичную «жёлтую карту».

### Новички мейн-тура
| No | Имя                  | Страна            | Дата рождения    | Годы в мейн-туре                                      | Причина попадания в мейн-тур   |
| -- | -------------------- | ----------------- | ---------------- | ----------------------------------------------------- | ------------------------------ |
| 1  | Сохей Вахеди         | Иран              | 15 марта 1989    | —                                                     | Чемпион мира среди любителей   |
| 2  | Сюй Сы               | Китай             | 24 января 1998   | —                                                     | Чемпион мира среди U-21        |
| 3  | Крис Тоттен          | Шотландия         | 5 декабря 1998   | —                                                     | Чемпион Европы                 |
| 4  | Александр Урсенбахер | Швейцария         | 26 апреля 1996   | 2013—2015                                             | Чемпион Европы среди U-21      |
| 5  | Лю Хаотянь           | Китай             | 29 ноября 1997   | 2013—2015                                             | Чемпион Азии                   |
| 6  | Юань Сыцзюнь         | Китай             | 29 мая 2000      | —                                                     | Чемпион Азии среди U-21        |
| 7  | Басем Эльтахан       | Египет            |                  | —                                                     | Чемпион Африки                 |
| 8  | Мэттью Болтон        | Австралия         | 7 июля 1979      | —                                                     | Чемпион Океании                |
| 9  | Акани Сонгсермсавад  | Таиланд           | 10 сентября 1995 | 2015—2017                                             | Однолетний рейтинг             |
| 10 | Фис Кларк            | Шотландия         | 17 августа 1994  | 2015—2017                                             | Однолетний рейтинг             |
| 11 | Робин Халл           | Финляндия         | 16 августа 1974  | 1993-1997, 1998—2008, 2011—2012, 2013—2017            | Однолетний рейтинг             |
| 12 | Род Лоулер           | Англия            | 12 июля 1971     | 1990-2017                                             | Однолетний рейтинг             |
| 13 | Росс Мьюр            | Шотландия         | 6 октября 1995   | 2013—2017                                             | Однолетний рейтинг             |
| 14 | Найджел Бонд         | Англия            | 15 ноября 1965   | 1989-2017                                             | Однолетний рейтинг             |
| 15 | Эден Шарав           | Израиль           | 30 апреля 1992   | 2015-2017                                             | Однолетний рейтинг             |
| 16 | Ян Бэрнс             | Англия            | 11 марта 1985    | 2012-2017                                             | Однолетний рейтинг             |
| 17 | Джерард Грин         | Северная Ирландия | 12 ноября 1973   | 1993-2016                                             | EBSA Qualifying Tour Play-Offs |
| 18 | Питер Лайнс          | Англия            | 11 декабря 1969  | 1991-2004, 2006/2007, 2008—2016                       | EBSA Qualifying Tour Play-Offs |
| 19 | Лукаш Клекерс        | Германия          | 18 мая 1996      | —                                                     | Q School — Этап 1              |
| 20 | Аллан Тейлор         | Англия            | 28 ноября 1984   | 2013-2017                                             | Q School — Этап 1              |
| 21 | Билли Джо Кастл      | Англия            | 14 июля 1992     | —                                                     | Q School — Этап 1              |
| 22 | Ашлей Хигилл         | Англия            | 28 сентября 1994 | —                                                     | Q School — Этап 1              |
| 23 | Дуэйн Джонс          | Уэльс             | 30 апреля 1993   | 2015-2017                                             | Q School — Этап 2              |
| 24 | Сандерсон Лэм        | Англия            | 28 января 1994   | 2015-2017                                             | Q School — Этап 2              |
| 25 | Пол Дэвисон          | Англия            | 1 октября 1971   | 1992-2005, 2006/2007, 2008/2009, 2010—2014, 2015—2017 | Q School — Этап 2              |
| 26 | Чэнь Цзыфань         | Китай             | 17 сентября 1995 | —                                                     | Q School — Этап 2              |
| 27 | Чжан Юн              | Китай             | 21 июля 1995     | 2015-2017                                             | Итоговый рейтинг Q School      |
| 28 | Шон О’Салливан       | Англия            | 29 апреля 1994   | 2012-2014, 2015—2017                                  | Итоговый рейтинг Q School      |
| 29 | Джо Свэйл            | Северная Ирландия | 29 августа 1969  | 1991-2012, 2013—2017                                  | Итоговый рейтинг Q School      |
| 30 | Мартин О'Донелл      | Англия            | 4 июня 1986      | 2012-2017                                             | Итоговый рейтинг Q School      |
| 31 | Ли Юань              | Китай             | 20 октября 1989  | —                                                     | Номинация от Китая 1           |
| 32 | Ню Чжуан             | Китай             | 26 июня 1994     | —                                                     | Номинация от Китая 2           |
| 33 | Хамза Акбар          | Пакистан          | 12 ноября 1993   | 2015-2017                                             | Специальное разрешение         |
| 34 | Джимми Уайт          | Англия            | 6 мая 1962       | 1980-2017                                             | Приглашение от Мейн-тура       |
| 35 | Кен Доэрти           | Ирландия          | 17 сентября 1969 | 1990-2017                                             | Приглашение от Мейн-тура       |

## Календарь соревнований
Календарь соревнований сезона 2017/18 включает в себя:
- 20 турниров Мирового рейтинга — WR
- 6 не рейтинговых турниров — NR
- 1 низко-рейтинговый турнир — VE
- 3 командных турнира — TE
- 6 профессионально-любительских турниров — P/A
- 4 турнира для сеньоров (игроки старше 60 лет) — WST

### Расписание
Ниже представлено полное расписание соревнований в течение года, включая всех победителей и финалистов турниров.
| WR = Рейтинг           |
| NR = Не рейтинг        |
| VE = Низко-рейтинговый |
| TE = Командный         |
| P/A = Про-ам           |
| WST = Сеньоры          |

#### Май
| Даты      | Турнир                                                                 | Чемпион (Счёт финала) | Финалист    |
| --------- | ---------------------------------------------------------------------- | --------------------- | ----------- |
| 4-7 мая   | Vienna Snooker Open Вена, Австрия P/A $10,000 Vienna Snooker Open 2017 | Питер Эбдон 5-4       | Марк Дэвис  |
| 24-27 мая | Belgium Open Гент, Бельгия P/A $10,000 Belgium Open 2017               | Бьёрн Ханевеер 6-5    | Бен Мартенс |

#### Июнь
| Даты       | Турнир                                                   | Чемпион (Счёт финала) | Финалист       |
| ---------- | -------------------------------------------------------- | --------------------- | -------------- |
| 7-11 июня  | Pink Ribbon Глостер, Англия P/A $10,000 Pink Ribbon 2017 | Роберт Милкинс 5-4    | Роб Джеймс     |
| 20-23 июля | Riga Masters Рига, Латвия WR $259,000 Рига Мастерс 2017  | Райан Дэй 5-2         | Стивен Магуайр |

#### Июль
| Даты       | Турнир                                                                        | Чемпион (Счёт финала)          | Финалист                   |
| ---------- | ----------------------------------------------------------------------------- | ------------------------------ | -------------------------- |
| 3-9 июля   | World Cup Уси, Китай TE $800,000 Кубок мира 2017                              | Дин Цзюньхуэй / Лян Вэньбо 4-3 | Джадд Трамп / Барри Хокинс |
| 20-23 июля | Hong Kong Masters Гонконг NR $315,000 Hong Kong Masters 2017                  | Нил Робертсон 6-3              | Ронни О’Салливан           |
| 28-29 июля | CVB Snooker Challenge Шэньчжэнь, Китай TE $120,000 CVB Snooker Challenge 2017 | Великобритания · 26-9          | Китай                      |
| 26-30 июля | Всемирные игры Вроцлав, Польша P/A $0 Всемирные игры 2017                     | Кайрен Уилсон 3-1              | Алистер Картер             |

#### Август
| Даты          | Турнир                                                                  | Чемпион (Счёт финала) | Финалист  |
| ------------- | ----------------------------------------------------------------------- | --------------------- | --------- |
| 16-22 августа | China Championship Гуанчжоу, Китай WR $700,000 China Championship 2017  | Люка Бресель 10-5     | Шон Мерфи |
| 22-27 августа | Paul Hunter Classic Фюрт, Германия WR $100,000 Paul Hunter Classic 2017 | Майкл Уайт 4-2        | Шон Мерфи |

#### Сентябрь
| Даты           | Турнир | Чемпион (Счёт финала) | Финалист             |
| -------------- | --- | --------------------- | -------------------- |
| 4-9 сентября   | Six-red World Championship Бангкок, Таиланд VE 10 000 000 бат Six-red World Championship 2017                                                                                    | Марк Уильямс 8-2      | Тепчайя Ун-Нух       |
| 12-16 сентября | Indian Open Вишакхапатнам, Индия WR $323,000 Indian Open 2017 | Джон Хиггинс 5-1      | Энтони Макгилл       |
| 19-21 сентября | Азиатские игры по боевым искусствам и состязаниям в помещениях — Six Red Ашхабад, Туркменистан P/A $0 Азиатские игры по боевым искусствам и состязаниям в помещениях 2017        | Янь Бинтао 5-1        | Сохейл Вахеди        |
| 18-24 сентября | World Open Юшань, Китай WR $700,000 World Open 2017 | Дин Цзюньхуэй 10-3    | Кайрен Уилсон        |
| 22-24 сентября | Азиатские игры по боевым искусствам и состязаниям в помещениях — Командные Ашхабад, Туркменистан TE $0 Азиатские игры по боевым искусствам и состязаниям в помещениях 2017       | Иран · 3-0            | Катар                |
| 24-26 сентября | Азиатские игры по боевым искусствам и состязаниям в помещениях — Индивидуальный Ашхабад, Туркменистан P/A $0 Азиатские игры по боевым искусствам и состязаниям в помещениях 2017 | Чжао Синьтун 4-2      | Хоссейн Вафаей Айюри |

#### Октябрь
| Даты                  | Турнир                                                                                   | Чемпион (Счёт финала) | Финалист      |
| --------------------- | ---------------------------------------------------------------------------------------- | --------------------- | ------------- |
| 2-8 октября           | European Masters Ломмел, Бельгия WR $366,500 European Masters 2017                       | Джадд Трамп 9-7       | Стюарт Бинэм  |
| 16-22 октября         | English Open Барнсли, Англия WR $366,000 English Open 2017                               | Ронни О’Салливан 9-2  | Кайрен Уилсон |
| 24-26 октября         | UK Seniors Championship Редхилл, Суррей, Англия WST $14,500 UK Seniors Championship 2017 | Джимми Уайт 4-2       | Кен Доэрти    |
| 23-27 октября         | Haining Open Хайнин, Китай NR 472,000 юаней Haining Open 2017                            | Марк Селби 5-1        | Том Форд      |
| 29 октября — 5 ноября | International Championship Дацин, Китай WR $750,000 International Championship 2017      | Марк Селби 10-7       | Марк Аллен    |

#### Ноябрь
| Даты                   | Турнир                                                                                  | Чемпион (Счёт финала) | Финалист         |
| ---------------------- | --------------------------------------------------------------------------------------- | --------------------- | ---------------- |
| 6-12 ноября            | Champion of Champions Ковентри, Англия NR $370,000 Champion of Champions 2017           | Шон Мёрфи 10-8        | Ронни О’Салливан |
| 13-18 ноября           | Shanghai Masters Шанхай, Китай WR $700,000 Shanghai Masters 2017                        | Ронни О’Салливан 10-3 | Джадд Трамп      |
| 20-26 ноября           | Northern Ireland Open Белфаст, Северная Ирландия WR $366,000 Northern Ireland Open 2017 | Марк Уильямс 9-8      | Янь Бинтао       |
| 28 ноября — 10 декабря | UK Championship Йорк, Англия WR $850,000 UK Championship 2017                           | Ронни О’Салливан 10-5 | Шон Мёрфи        |

#### Декабрь
| Даты          | Турнир                                                         | Чемпион (Счёт финала) | Финалист  |
| ------------- | -------------------------------------------------------------- | --------------------- | --------- |
| 11-17 декабря | Scottish Open Глазго, Шотландия WR $366,000 Scottish Open 2017 | Нил Робертсон 9-8     | Цао Юйпэн |

#### Январь
| Даты                 | Турнир                                                                      | Чемпион (Счёт финала) | Финалист        |
| -------------------- | --------------------------------------------------------------------------- | --------------------- | --------------- |
| 6-7 января           | Seniors Irish Masters Килл, Ирландия WST $10,700 Seniors Irish Masters 2018 | Стив Дэвис 4-0        | Джонатан Баглей |
| 14-21 января         | The Masters Лондон, Англия NR $600,000 The Masters 2018                     | Марк Аллен 10-7       | Кайрен Уилсон   |
| 31 января −4 февраля | German Masters Берлин, Германия WR $364,500 German Masters 2018             | Марк Уильямс 9-1      | Грэм Дотт       |

#### Февраль
| Даты                 | Турнир                                                             | Чемпион (Счёт финала) | Финалист      |
| -------------------- | ------------------------------------------------------------------ | --------------------- | ------------- |
| 8-11 февраля         | Snooker Shoot-Out Уотфорд, Англия WR $146,000 Shoot-Out 2018       | Майкл Георгиу 1-0     | Грэм Дотт     |
| 19-25 февраля        | World Grand Prix Престон, Англия WR $375,000 World Grand Prix 2018 | Ронни О’Салливан 10-3 | Дин Цзюньхуэй |
| 26 февраля — 4 марта | Welsh Open Кардифф, Уэльс WR $366,000 Welsh Open 2018              | Джон Хиггинс 9-7      | Барри Хокинс  |

#### Март
| Даты        | Турнир                                                               | Чемпион (Счёт финала) | Финалист     |
| ----------- | -------------------------------------------------------------------- | --------------------- | ------------ |
| 7-11 марта  | Gibraltar Open Гибралтар WR $153,000 Gibraltar Open 2018             | Райан Дэй 4-0         | Цао Юйпэн    |
| 14-18 марта | Romanian Masters Бухарест, Румыния NR $176,800 Romanian Masters 2018 | Райан Дэй 10-8        | Стюарт Бинэм |